# Torynesis pringlei
Torynesis pringlei är en fjärilsart som beskrevs av Dickson 1979. Torynesis pringlei ingår i släktet Torynesis och familjen praktfjärilar. Inga underarter finns listade i Catalogue of Life.